# Умеров, Ильми Рустемович
Ильми́ Русте́мович Уме́ров (крымскотат. İlmi Rustem oğlu Ümerov; род. 3 августа 1957, с. Ахунбабаева, Ташлакский район, Ферганская область, Узбекская ССР, СССР) — украинский государственный деятель, заместитель председателя Меджлиса крымскотатарского народа с 2015 года, заместитель Председателя Верховного Совета Крыма в 2002—2005, глава Бахчисарайской районной государственной администрации в 2005—2014 годах.

## Биография
В 1980 году окончил лечебный факультет Андижанского государственного медицинского института.
1980—1981 — врач Ферганского городского родильного дома.
1981—1984 — акушер-гинеколог Маргиланской городской больницы, Ферганская область.
1984 — анестезиолог-реаниматолог медсанчасти Маргиланского шелкового комбината.
1986—1988 — анестезиолог-реаниматолог Крымской районной больницы, г. Крымск, Краснодарский край.
1990—1992 — инженер по комплектации кооператива «Достлукъ», Бахчисарайский район, Крым.
1992—1994 — директор ООО «Эльмаз».
Осенью 1993 года выступил за воссоздание крымскотатарской партии «Милли фирка». Среди основных целей Умеров предлагал утвердить «достижение крымскими татарами политического положения, равного другим суверенным нациям». Умеров выступал против нахождения Крыма в составе России или Украины. Также в программе указывалось, что «государственным языком суверенного крымскотатарского государства может быть только крымскотатарский язык».
Май — октябрь 1994 — депутат Верховного Совета Крыма на постоянной профессиональной основе.
Октябрь 1994 — январь 1997 — вице-премьер правительства Крыма, январь — июнь 1997 — заместитель Председателя Совета министров Крыма.
1998—2000 — президент Центра общественных инициатив «Свиточ».
Январь 2000 — май 2002 — заместитель главы Бахчисарайской районной администрации.
Май 2002 — сентябрь 2005 — заместитель Председателя Верховного Совета Крыма. На президентских выборах 2004 года был доверенным лицом Виктора Ющенко.
В 2005 году окончил Одесский региональный институт государственного управления Национальной академии государственного управления при Президенте Украины — «Государственное управление» (магистр государственного управления).
С июля 2005 по август 2014 — председатель Бахчисарайской районной государственной администрации.
18 августа 2014 года — сложил полномочия председателя.
21 марта 2015 года избран заместителем председателя Меджлиса крымскотатарского народа.
12 мая 2016 года Умеров был задержан в Крыму, недавно аннексированном Россией. Управление ФСБ по Крыму возбудило уголовное дело по ст. 280.1 в отношении Умерова за его высказывания в эфире крымскотатарского телеканала ATR — его обвиняют в публичных призывах и действиях, направленных на изменение территориальной целостности РФ. В июле районный суд Симферополя отказал в удовлетворении жалобы заместителя председателя Меджлиса Ильми Умерова на постановление о возбуждении против него уголовного дела.
В августе 2016 года по решению суда был принудительно направлен на экспертизу в психиатрическую клинику, спустя три недели отпущен.
27 сентября 2017 года Симферопольский районный суд приговорил Ильми Умерова к двум годам колонии-поселения.
Спустя месяц, 25 октября 2017 года, Умерова и Ахтема Чийгоза освободили и выдали Турции в обмен на арестованных там по обвинению подготовке убийств чеченских эмигрантов россиян Александра Смирнова и Юрия Анисимова. 25 октября 2017 года Умеров и Чийгоз прибыли в Киев.

## Награды
- Заслуженный работник местного самоуправления Автономной Республики Крым.
- Награждён Орденом «За заслуги» II степени (2017)[8].
- Награждён Орденом «За заслуги» III степени (2005).
- Кавалер ордена «За заслуги перед Литвой» (2018, Литва)[9]
- Командор ордена Заслуг перед Республикой Польша (2021, Польша)[10]

## Общественная деятельность
- 1989 — стал одним из основателей Организации крымскотатарского национального движения (ОКНД).
- Член Меджлиса крымскотатарского народа с 1991.
- 1991—1994 и 1998—2002 — председатель Бахчисарайского регионального меджлиса.
- 1997—1999 — председатель Всемирной ассамблеи тюркских народов.
- Депутат Верховного Совета Крыма 2-го (апрель—ноябрь 1994) и 4-го (2002—2006) созывов.
- Депутат Бахчисарайского районного совета (2006—2010).

## Семья
Жена Майе, сын Сулейман, дочери Зера и Айше.